# Independiente FBC
Independiente Foot-Ball Club is een Paraguayaanse voetbalclub uit de hoofdstad Asunción, die ook wel bekend staat als Independiente de Campo Grande. De club, bijgenaamd El Campograndense en El Inde, werd opgericht op 20 september 1925. De thuiswedstrijden worden gespeeld in het Estadio Ricardo Gregor, dat plaats biedt aan 3.500 toeschouwers. De clubkleuren zijn blauw-rood. Dankzij de eerste plaats in de División Intermedia 2016 promoveerde de club naar de hoogste afdeling, de Liga Paraguaya.

## Erelijst
- División Intermedia

Kampioen: 2016
Runner-up: 2010
12 de Octubre ·
Cerro Porteño ·
General Díaz · 
Guaireña ·
Guaraní ·
Libertad ·
Nacional ·
Olimpia ·
River Plate ·
San Lorenzo ·
Sol de América ·
Sportivo Luqueño